# Comostola orestias
Comostola orestias là một loài bướm đêm trong họ Geometridae.